# Anoplosiagum pauliani
Anoplosiagum pauliani är en skalbaggsart som beskrevs av Fortuné Chalumeau 1979. Anoplosiagum pauliani ingår i släktet Anoplosiagum och familjen Melolonthidae. Inga underarter finns listade i Catalogue of Life.